# ヤン・シュヴァンクマイエル
ヤン・シュヴァンクマイエル（Jan Švankmajer、男性、 1934年9月4日 - ）は、チェコスロバキア・プラハ生まれのシュルレアリストの芸術家、アニメーション作家・映像作家、映画監督。初期の表記にはシュワンクマイエルなども。
アニメーション作家・映画監督としての業績で著名だが、シュルレアリストとしてドローイングやテラコッタ、オブジェなどの分野でも精力的に活動している。また、妻のエヴァ・シュヴァンクマイエロヴァーも、アニメーションをはじめとした各種の表現活動で共同作業を行っていた。

## 来歴
ヤン・シュヴァンクマイエルは、1934年にプラハで、陳列窓の装飾家である父と裁縫婦の母に生まれた。1954年にプラハの工芸高等学校を卒業し（高校在学中にシュルレアリスムに触れた）、チェコ国立芸術アカデミー演劇学部人形劇科に入学した。ここでいくつかの演劇作品に関わった。
1958年から1960年まで兵役についたあと、シュルレアリストとして知られるエヴァ・シュヴァンクマイエロヴァーと結婚。その後仮面劇や人形劇の仕事を続け、またこのころからオブジェの制作を始めた。その後はラテルナ・マギカに移り、1964年にクラートキー・フィルム・プラハで最初の映画作品『シュヴァルツェヴァルト氏とエドガル氏の最後のトリック』を発表した。
1968年にはプラハの春と呼ばれる変革運動が起き、それを鎮圧するためにソ連軍がチェコに軍事介入するチェコ事件が起きた。1970年代からは正常化体制と呼ばれる政治体制によって芸術も検閲を受け、シュバンクマイエルも制作ができない時期があった。以後、多くの短編映画作品や『アリス』、『ファウスト』などの長編作品を製作している。

## 作風

### 夢・非合理
シュバンクマイエルは、夢はさまざまな文明にとって不可欠だと考えており、現実と夢をないまぜた世界を撮ることを意図している。自身の夢日記をノートに記録しており、当初は普通の日記と使い分けていたが、やがて1冊になり、夢と現実の内容をともに書くようになった。『サヴァイヴィング・ライフ』では、夢のロジスティクスをテーマとしている。
シュバンクマイエルにとって人間とは非合理な存在であり、現実は非合理であり、夢も非合理である。人間の中の合理的な要素は薄っぺらいと考えている。しかし現在の社会は非合理のためのフィルターを提供せず、非合理が弾圧されていると解釈している。

### 食
作品では「食べる」という行為を頻繁に扱うが、作中に登場する食べ物は不味そうに見えたり、執拗なまでに不快感を催すような描写がされたりする（人物がものを食べるとき、口を画面いっぱいに広がるぐらいにズームして強調する、不快な効果音がつくなど）。こうした描写の理由のひとつとして、本人が「子供の頃から食べるということが好きではなかったからだ」と発言している（「シュヴァンクマイエルのキメラ的世界 幻想と悪夢のアッサンブラージュ」）。
食に関しては、シュバンクマイエルの子供時代の体験がもとになっている。ものを食べたがらない子供で、両親が食べさせようとしたが逆効果で嫌悪感が増して体が弱り、車椅子で通学した時期もあった。シュバンクマイエルは食べる行為について、文明や社会が何でも食べてしまうことを象徴する恐ろしさを感じている。

### 政治・検閲
シュヴァンクマイエルは「戦闘的シュルレアリスト」を標榜しており、社会主義・全体主義・商業主義などに抵抗を試みる作品・発言が多い。政治的な主張が含まれている作品も多く、それらは検閲を回避するために非常に歪曲的な表現となっているが、本人は「チェコ生まれの人間なら理解できるはずだ」と発言している（BBCのインタビューより）。ソ連崩壊後は『スターリン主義の死』などのように明確な表現の作品もある。人間の運命や行動が何ものかに「不正操作」されている、という自身のイメージを投射した作品も数多い。
作家活動を始めた当初はチェコ政府による検閲があり、共産主義政権ののちは商業主義による自己検閲があるとしている。シュバンクマイエルは、自己検閲は政府の検閲よりも恐ろしいと考えている。政府の検閲は崩壊する希望を持つことができたが、商業主義の自己検閲がもたらす「作ったものを買ってもらえないから作らない」という考えは人間を家畜にする。自己検閲を避ける方法論として、シュバンクマイエル自身は自己検閲に気がついたら創作を止めるか他のことをすると述べている。

### 触覚・オブジェ
性的（エロティック）なメタファーが多く用いられるほか、両開きのタンス・引き出し付きの木の机・動く肉片や衣装など、複数の映像作品に繰り返し登場するモチーフが目立つ。
1974年から触覚についての実験を行なっており、触覚的な詩を作ったり、映画に触覚的な要素を取り入れている。たとえば『悦楽共犯者』では、以前に制作したオブジェをのちに映画として撮影した。こうした作風を自身で「新エロティシズム」と呼んでいる。

### 技術
実写、アニメ共にストップモーション・アニメーションを多用し、コンピュータグラフィックスなどは一切利用しないアナログ主義である。

## フィルモグラフィー

### 長編
- アリス Něco z Alenky （直訳：アリスの何か）（1988年、英題：Alice ）

ルイス・キャロルの『不思議の国のアリス』を大胆に脚色した作品。
- ファウスト Lekce Faust （直訳：ファウストの教え） （1994年、英題：Faust ）

ファウスト伝説を、現代のある男に起こる悪夢のような経験として再構成した作品。
- 悦楽共犯者 Spiklenci slasti （1996年、英題：Conspirators of Pleasure ）

自慰機械の製作に没頭する人間たちをシュールに描いた怪作。
- オテサーネク 妄想の子供 Otesánek （2000年、英題：Little Otik ）

チェコの民話、食人木「オテサーネク」を取り上げた作品。
- ルナシー Šílení （2005年、英題：Lunacy ）

エドガー・アラン・ポーの『早すぎた埋葬』『タール博士とフェザー教授の療法』、およびマルキ・ド・サドの人物像・作品世界をモチーフとしている。本作の完成後の2005年10月20日に、妻・エヴァ・シュヴァンクマイエロヴァーは永眠し、彼女が制作に参加した最後の作品となった。制作過程の様子はDVDのメイキングに収録されている。
- サヴァイヴィング・ライフ ‐夢は第二の人生‐ Přežít svůj život (teorie a praxe ) （2010年、英題：Surviving Life （Theory and Practice ）

シュヴァンクマイエル自身が見た夢をモチーフとし、夢と現実を行き来する男が主人公の物語。2010年の第67回ヴェネツィア国際映画祭にコンペ外で出品された。
- 蟲 Hmyz （2018年、英題：Insects ）

カレル・チャペック・ヨゼフ・チャペックによる戯曲『虫の生活から』およびフランツ・カフカの変身をモチーフにしたものだという。

### 短編
- シュヴァルツェヴァルト氏とエドガル氏の最後のトリック Poslední trik pana Schwarcewalldea a pana Edgara （1964年、英題：The Last Trick ）
- J.S.バッハ-G線上の幻想 Johann Sebastian Bach: Fantasia G-moll （1965年、英題：Johann Sebastian Bach: Fantasy in G minor ）
- 石のゲーム Hra s kameny （1965年、英題：A Game with Stones ）
- 棺の家 Rakvičkárna （1966年、英題：Punch and Judy ）
- エトセトラ Et cetera （1966年）
- 自然の歴史（組曲） Historia naturae (Suita) （1967年）

原題は本来「博物誌」と訳されるべきだが、この邦題で定着している。
- 庭園  Zahrada （1968年、英題：The Garden ）

イヴァン・クラウスの短編小説「生け垣」が原案。
- 部屋 Byt （1968年、英題：The Flat ）
- ヴァイスマンとのピクニック Picknick mit Weissmann （1968年、英題：Picnic with Weissmann ）
- 家での静かな一週間 Tichý týden v domě （1969年、英題：he House ）
- ドン・ファン Don Šajn （1970年、英題：Don Juan ）

ドン・ファン伝説をモチーフとした作品。
- コストニツェ Kostnice （直訳：納骨堂）（1970年、英題：The Ossuary ）

人骨を大量に用いた内部装飾で有名なセドレツ納骨堂を描いた約10分間の白黒フィルム。ナレーションによる解説がある版とナレーションをジャズのBGMに置き換えた版がある。
- ジャバウォッキー Žvahlav aneb šatičky slaměného Huberta （1971年、英題：Jabberwocky ）

原案及び冒頭で朗読される詩はルイス・キャロル『鏡の国のアリス』中の「ジャバウォッキー」より。
- レオナルドの日記 Leonardův deník （1972年、英題：Leonardo's Diary ）

レオナルド・ダ・ヴィンチの素描などを自由な発想で切り紙アニメーション風に動かした作品。この作品により、前衛的作品を嫌う当時の社会主義政権下当局から映画の製作を以降7年間禁止される。
- オトラントの城 Otrantský zámek （1973年 - 1979年、英題：The Castle of Otranto ）

タイトル及び劇中の切り紙アニメーション部分はホレス・ウォルポールの『オトラント城奇譚』を元にしている。
- アッシャー家の崩壊 Zánik domu Usherů （1980年、英題：The Fall of the House of Usher ）

エドガー・アラン・ポーの「アッシャー家の崩壊」の朗読に映像を付けた作品。朗読者は後の『ファウスト』の主演俳優、ペトル・ツェペック。
- 対話の可能性 Možnosti dialogu （1982年、英題：Dimensions of Dialogue）
- 地下室の怪 Do pivnice （直訳：地下室へ）（1982年、英題：Down to the Cellar ）
- 陥し穴と振り子 Kyvadlo, jáma a naděje （振り子、陥し穴、そして希望）（1983年、英題：The Pendulum ）

エドガー・アラン・ポー「落とし穴と振り子」、およびヴィリエ・ド・リラダン『希望』を原作とする。
- 男のゲーム Mužné hry （1988年、英題：Virile Games ）
- アナザー・カインド・オブ・ラヴ Another Kind of Love （1988年） - ヒュー・コーンウェルの依頼で作成された、シュヴァンクマイエル唯一のミュージック・ビデオ。
- 肉片の恋 Zamilované maso （1989年、英題：Meat Love ）
- 闇・光・闇 Tma/Světlo/Tma （1989年、英題：Darkness, Light, Darkness ）
- フローラ Flora （1989年）
- スターリン主義の死 Konec stalinismu v Čechách （直訳：ボヘミアにおけるスターリン主義の終焉）（1990年、英題：The Death of Stalinism in Bohemia ）

BBCのドキュメンタリー映像からは、本物の豚の内臓や血液を使用していることが確認できる。
- フード Jídlo （1992年、Food ）

### ドキュメンタリー
- ヤン・シュヴァンクマイエルの部屋

1984年。イギリス・チャンネル4制作。繋ぎの映像はブラザーズ・クエイが担当。
- プラハからのものがたり The Late Show: Tales from Prague

1990年6月、BBC2で放送されたドキュメンタリー。本人の住まいで行われたインタヴューや展覧会の特集番組。『スターリン主義の死』の撮影過程も見ることが出来る。
- シュヴァンクマイエルのキメラ的世界 幻想と悪夢のアッサンブラージュ

2001年、フランスのテレビ局が制作したドキュメンタリー。作品に関するインタヴューや、チェコで行われた展覧会の様子を収録。エヴァ夫人もクローズアップされており、夫妻での芸術活動の様子が見られる。

## その他の作品

### 挿絵
- 江戸川乱歩『人間椅子』エスクァイアマガジンジャパン、2007年[注釈 4]

## 関連人物
- オルドジフ・リプスキー - チェコの映画監督。シュヴァンクマイエルは『カルパテ城の謎』（1981年）等で造形、アニメーション部分を担当した。
- ブラザーズ・クエイ